# Fasoúla
Fasoúla (grec moderne : Φασούλα) est un village chypriote situé dans le district de Limassol et comptant plus de 560 habitants.